# Kazimir Hnatow
Kazimir Hnatow o Casimir Hnatow (Crusnes, Francia, 9 de noviembre de 1929-Vouillé, Francia, 16 de diciembre de 2010) fue un jugador y entrenador de fútbol francés de ascendencia ucraniana. En su etapa como jugador profesional se desempeñaba como centrocampista.

## Selección nacional
Formó parte de la selección de fútbol de Francia que obtuvo el tercer lugar en la Copa del Mundo de 1958, pero no jugó ningún partido.

### Participaciones en Copas del Mundo
| Mundial                        | Sede   | Resultado    | Partidos | Goles |
| ------------------------------ | ------ | ------------ | -------- | ----- |
| Copa Mundial de Fútbol de 1958 | Suecia | Tercer lugar | 0        | 0     |

## Clubes

### Como jugador
| Club             | País    | Año       |
| ---------------- | ------- | --------- |
| FC Metz          | Francia | 1951-1953 |
| Stade français   | Francia | 1953-1956 |
| Angers SCO       | Francia | 1956-1963 |
| Chamois Niortais | Francia | 1963-1966 |

### Como entrenador
| Club             | País    | Año       |
| ---------------- | ------- | --------- |
| Chamois Niortais | Francia | 1963-1966 |
| Chamois Niortais | Francia | 1972-1973 |